# アカデミー国際長編映画賞
アカデミー国際長編映画賞（Academy Award for Best International Feature Film）、従来の名称でアカデミー外国語映画賞（Academy Award for Best Foreign Language Film）は、アカデミー賞の部門の一つ。

## 概要
アメリカ以外の映画で、外国語（英語以外の言語）の映画のための賞。アカデミー賞の他の賞とは違い、アメリカ国内で上映されている必要はない。
外国語映画の表彰は、1947年度から1949年度にかけては「特別賞」の一つとして、1950年度から1955年度（1953年度は表彰なし）にかけては「名誉賞」の一つとして行われ、1956年度の第29回から、各国選出の代表作品がノミネートと受賞を競う、「外国語映画賞」という単独の賞になった。
かつての外国語映画賞、そして現在の国際長編映画賞が授与される対象は監督ではなく代表作品の選出国で、授賞式で監督は選出国を代表してオスカー像を受け取り、所有することが出来る。2014年度の第87回から、初めてオスカー像に選出国と監督名が刻まれるようになった。
日本作品では、2008年度の『おくりびと』（滝田洋二郎監督）、2021年度の『ドライブ・マイ・カー』（濱口竜介監督）の2作品が受賞している。授賞式では名誉賞を受賞した3作品（『羅生門』『地獄門』『宮本武蔵』）と通算でアナウンスされる。
1975年度の第48回では、日本人監督である黒澤明の『デルス・ウザーラ』が受賞しているが、本作はソ連の代表作品である。また2023年度の第96回では、ドイツのヴィム・ヴェンダース監督による『PERFECT DAYS』が、外国人の映画監督として初めて日本代表作品に選出され、ノミネートを果たしている。
2006年度の第79回には単独の賞になって50周年を迎え、日本の渡辺謙とフランスのカトリーヌ・ドヌーヴが非英語圏俳優代表として壇上に立ち、これまでの受賞作の歴史を紹介した。
2019年度の第92回から、「国際的な映画製作環境において、“外国語”という言い方はもう時代遅れではないか」との懸念から、名称をアカデミー国際長編映画賞に変更することが、アカデミーによって発表された。なお、候補作選定にかかるルール変更は特にない。

## 受賞までの流れ

### 各国から出品
毎年各国から1作品だけ出品できる。実写の劇映画だけではなく、アニメーションやドキュメンタリーでも構わない。40分を超える長編映画で、台詞の50％以上が英語以外の言語であり、正確な英語字幕も必要とされる。
出品条件は、制作された国で前年の10月からその年の9月の間に初公開され、35ミリフィルムか70ミリフィルム、もしくはデジタル・シネマ・フォーマットでなくてはならず、少なくとも7日連続劇場で商業上映された作品であること。またアメリカ合衆国国内で上映されている必要はない。作品の適性など何らかの問題が生じた場合は「映画芸術科学アカデミー」が最終決定する。
日本からの出品作は、アカデミーから依頼を受けている日本映画製作者連盟が、例年7月に募集と書類審査を行い、選考委員による評価と最終投票を経て、日本代表作品を選出している。

### ノミネート選考
世界各国から出品された作品は、アカデミー賞を審査する「映画芸術科学アカデミー」によって厳選される。第79回（2006年度）からはノミネート発表一週間前に最終候補9作品が発表され、そのうちの5作品が本選にノミネートされるという形式になった。
第92回（2019年度）からは最終候補のショートリストが9作品から10作品に拡大された。その内7作品は国際長編映画コミッティ会員が、3作品を国際長編映画賞エグゼクティブコミッティ会員が投票で選ぶ。

### 受賞選考
アカデミーによる上映会が行われ、5本すべての本選ノミネート作品を見たアカデミー会員のみによって投票が行われる。そして、最も多くの票を集めた作品に外国語映画賞が授与される。

## 受賞・ノミネート作品

### 1940年代

#### 特別賞
- 1947年（第20回） 靴みがき （ヴィットリオ・デ・シーカ  イタリア）
- 1948年（第21回） 聖バンサン （モーリス・クローシュ  フランス）
- 1949年（第22回） 自転車泥棒 （ヴィットリオ・デ・シーカ  イタリア）

### 1950年代

#### 名誉賞
- 1950年（第23回） 鉄格子の彼方 （ルネ・クレマン  フランス イタリア）
- 1951年（第24回） 羅生門 （黒澤明  日本）
- 1952年（第25回） 禁じられた遊び（ルネ・クレマン  フランス）
- 1953年（第26回） 受賞なし
- 1954年（第27回） 地獄門 （衣笠貞之助  日本）
- 1955年（第28回） 宮本武蔵 （稲垣浩  日本）

#### 外国語映画賞
| 年度                        | 作品名                           | 監督           | 選出国 |
| --------------------------- | -------------------------------- | -------------- | ------ |
| 1956年 （第29回）           |                                  |                |        |
| 道                          | フェデリコ・フェリーニ           | イタリア       |        |
| 居酒屋                      | ルネ・クレマン                   | フランス       |        |
| ビルマの竪琴                | 市川崑                           | 日本           |        |
| Der Hauptmann von Köpenick  | ヘルムート・コイトナー           | 西ドイツ       |        |
| Qivitoq                     | エリック・バーリン               | デンマーク     |        |
| 1957年 （第30回）           |                                  |                |        |
| カビリアの夜                | フェデリコ・フェリーニ           | イタリア       |        |
| 脱出地点                    | アルネ・スコーウェン             | ノルウェー     |        |
| リラの門                    | ルネ・クレール                   | フランス       |        |
| Nachts, wenn der Teufel kam | ロバート・シオドマク             | 西ドイツ       |        |
| Mother India                | Mehboob Khan                     | インド         |        |
| 1958年 （第31回）           |                                  |                |        |
| ぼくの伯父さん              | ジャック・タチ                   | フランス       |        |
| 一年の長い道                | ジュゼッペ・デ・サンティス       | ユーゴスラビア |        |
| いつもの見知らぬ男たち      | マリオ・モニチェリ               | イタリア       |        |
| Helden                      | フランツ・ペーター・ヴィルト     | 西ドイツ       |        |
| La Venganza                 | フアン・アントニオ・バルデム     | スペイン       |        |
| 1959年 （第32回）           |                                  |                |        |
| 黒いオルフェ                | マルセル・カミュ                 | フランス       |        |
| 戦争・はだかの兵隊          | マリオ・モニチェリ               | イタリア       |        |
| 橋                          | ベルンハルト・ヴィッキ           | 西ドイツ       |        |
| Paw                         | アストリド・ヘニング・イェンセン | デンマーク     |        |
| Dorp aan de rivier          | フォンス・ラデメーカーズ         | オランダ       |        |

### 1960年代
| 年度                    | 作品名                                                       | 監督             | 選出国 |
| ----------------------- | ------------------------------------------------------------ | ---------------- | ------ |
| 1960年 （第33回）       |                                                              |                  |        |
| 処女の泉                | イングマール・ベルイマン                                     | スウェーデン     |        |
| 真実                    | アンリ＝ジョルジュ・クルーゾー                               | フランス         |        |
| ゼロ地帯                | ジッロ・ポンテコルヴォ                                       | イタリア         |        |
| 第9女収容所             | フランツェ・シュティグリッツ                                 | ユーゴスラビア   |        |
| Macario                 | ロベルト・ガバルドン                                         | メキシコ         |        |
| 1961年 （第34回）       |                                                              |                  |        |
| 鏡の中にある如く        | イングマール・ベルイマン                                     | スウェーデン     |        |
| 永遠の人                | 木下惠介                                                     | 日本             |        |
| 価値ある男              | イスマエル・ロドリゲス                                       | メキシコ         |        |
| Harry og kammertjeneren | ベント・クリステンセン                                       | デンマーク       |        |
| Plácido                 | ルイス・ガルシア・ベルランガ                                 | スペイン         |        |
| 1962年 （第35回）       |                                                              |                  |        |
| シベールの日曜日        | セルジュ・ブールギニョン                                     | フランス         |        |
| エレクトラ              | マイケル・カコヤニス                                         | ギリシャ         |        |
| サンタ・バルバラの誓い  | アンセルモ・ドゥアルテ                                       | ブラジル         |        |
| 祖国は誰れのものぞ      | ナンニ・ロイ                                                 | イタリア         |        |
| Tlayucan                | ルイス・アルコリサ                                           | メキシコ         |        |
| 1963年 （第36回）       |                                                              |                  |        |
| 8 1/2                   | フェデリコ・フェリーニ                                       | イタリア         |        |
| 古都                    | 中村登                                                       | 日本             |        |
| バルセロナ物語          | フランシスコ・ロヴィラ・ベレタ                               | スペイン         |        |
| 水の中のナイフ          | ロマン・ポランスキー                                         | ポーランド       |        |
| 夜霧のしのび逢い        | ヴァシリ・ジョルジアデス                                     | ギリシャ         |        |
| 1964年 （第37回）       |                                                              |                  |        |
| 昨日・今日・明日        | ヴィットリオ・デ・シーカ                                     | イタリア         |        |
| シェルブールの雨傘      | ジャック・ドゥミ                                             | フランス         |        |
| 砂の女                  | 勅使河原宏                                                   | 日本             |        |
| Kvarteret Korpen        | ボー・ヴィーデルベリ                                         | スウェーデン     |        |
| Sallah Shabati          | エフライム・キション                                         | イスラエル       |        |
| 1965年 （第38回）       |                                                              |                  |        |
| 大通りの店              | ヤン・カダール エルマール・クロス                            | チェコスロバキア |        |
| ああ結婚                | ヴィットリオ・デ・シーカ                                     | イタリア         |        |
| 怪談                    | 小林正樹                                                     | 日本             |        |
| 歓び                    | ラーシュ＝マグヌス・リンドグレン                             | スウェーデン     |        |
| To Homa vaftike kokkino | ヴァシリ・ジョルジアデス                                     | ギリシャ         |        |
| 1966年 （第39回）       |                                                              |                  |        |
| 男と女                  | クロード・ルルーシュ                                         | フランス         |        |
| アルジェの戦い          | ジッロ・ポンテコルヴォ                                       | イタリア         |        |
| 太陽の王子ファラオ      | イェジー・カヴァレロヴィチ                                   | ポーランド       |        |
| ブロンドの恋            | ミロス・フォアマン                                           | チェコスロバキア |        |
| Tri                     | アレクサンドル・ペトロヴィッチ                               | ユーゴスラビア   |        |
| 1967年 （第40回）       |                                                              |                  |        |
| 厳重に監視された列車    | イジー・メンツェル                                           | チェコスロバキア |        |
| 恋は魔術師              | フランシスコ・ロヴィラ・ベレタ                               | スペイン         |        |
| ジプシーの唄をきいた    | アレクサンドル・ペトロヴィッチ                               | ユーゴスラビア   |        |
| 智恵子抄                | 中村登                                                       | 日本             |        |
| パリのめぐり逢い        | クロード・ルルーシュ                                         | フランス         |        |
| 1968年 （第41回）       |                                                              |                  |        |
| 戦争と平和              | セルゲイ・ボンダルチュク                                     | ソビエト連邦     |        |
| 火事だよ!カワイ子ちゃん | ミロス・フォアマン                                           | チェコスロバキア |        |
| 結婚大追跡              | マリオ・モニチェリ                                           | イタリア         |        |
| 夜霧の恋人たち          | フランソワ・トリュフォー                                     | フランス         |        |
| A Pál-utcai fiúk        | ゾルタン・ファブリ                                           | ハンガリー       |        |
| 1969年 （第42回）       |                                                              |                  |        |
| Z                       | コスタ・ガヴラス                                             | アルジェリア     |        |
| カラマーゾフの兄弟      | イワン・プイリエフ ミハイル・ウリヤーノフ キリール・ラヴロフ | ソビエト連邦     |        |
| ネレトバの戦い          | ヴェリコ・ブライーチ                                         | ユーゴスラビア   |        |
| モード家の一夜          | エリック・ロメール                                           | フランス         |        |
| Ådalen '31              | ボー・ヴィーデルベリ                                         | スウェーデン     |        |

### 1970年代
| 年度                                     | 作品名                                                 | 監督             | 選出国 |
| ---------------------------------------- | ------------------------------------------------------ | ---------------- | ------ |
| 1970年 （第43回）                        |                                                        |                  |        |
| 殺人捜査                                 | エリオ・ペトリ                                         | イタリア         |        |
| 哀しみのトリスターナ                     | ルイス・ブニュエル                                     | スペイン         |        |
| 初恋                                     | マクシミリアン・シェル                                 | スイス           |        |
| ホア・ビン                               | ラウール・クタール                                     | フランス         |        |
| Paix sur les champs                      | Jacques Boigelot                                       | ベルギー         |        |
| 1971年 （第44回）                        |                                                        |                  |        |
| 悲しみの青春                             | ヴィットリオ・デ・シーカ                               | イタリア         |        |
| 移民者たち                               | ヤン・トロエル                                         | スウェーデン     |        |
| チャイコフスキー                         | イーゴリ・タランキン                                   | ソビエト連邦     |        |
| どですかでん                             | 黒澤明                                                 | 日本             |        |
| Ha Shoter Azulai                         | エフライム・キション                                   | イスラエル       |        |
| 1972年 （第45回）                        |                                                        |                  |        |
| ブルジョワジーの秘かな愉しみ             | ルイス・ブニュエル                                     | フランス         |        |
| A zori zdes tikhie                       | スタニスラフ・ロストツキー                             | ソビエト連邦     |        |
| Ani Ohev Otach Rosa                      | モーシェ・ミズラヒ                                     | イスラエル       |        |
| Mi querida señorita                      | ハイメ・デ・アルミニャン                               | スペイン         |        |
| Nybyggarna                               | ヤン・トロエル                                         | スウェーデン     |        |
| 1973年 （第46回）                        |                                                        |                  |        |
| 映画に愛をこめて アメリカの夜            | フランソワ・トリュフォー                               | フランス         |        |
| ルトガー・ハウアー/危険な愛              | ポール・バーホーベン                                   | オランダ         |        |
| Der Fußgänger                            | マクシミリアン・シェル                                 | 西ドイツ         |        |
| Ha Bayit Berechov Chelouche              | モーシェ・ミズラヒ                                     | イスラエル       |        |
| L'Invitation                             | クロード・ゴレッタ                                     | スイス           |        |
| 1974年 （第47回）                        |                                                        |                  |        |
| フェリーニのアマルコルド                 | フェデリコ・フェリーニ                                 | イタリア         |        |
| 遠雷                                     | イェジー・ホフマン                                     | ポーランド       |        |
| ルシアンの青春                           | ルイ・マル                                             | フランス         |        |
| La Tregua                                | Sergio Renán                                           | アルゼンチン     |        |
| Macskajáték                              | カーロイ・マック                                       | ハンガリー       |        |
| 1975年 （第48回）                        |                                                        |                  |        |
| デルス・ウザーラ                         | 黒澤明                                                 | ソビエト連邦     |        |
| 女の香り                                 | ディーノ・リージ                                       | イタリア         |        |
| サンダカン八番娼館 望郷                  | 熊井啓                                                 | 日本             |        |
| 約束の土地                               | アンジェイ・ワイダ                                     | ポーランド       |        |
| Actas de Marusia                         | ミゲル・リッティン                                     | メキシコ         |        |
| 1976年 （第49回）                        |                                                        |                  |        |
| ブラック・アンド・ホワイト・イン・カラー | ジャン＝ジャック・アノー                               | コートジボワール |        |
| 嘘つきヤコブ                             | フランク・バイヤー                                     | 東ドイツ         |        |
| さよならの微笑                           | ジャン＝シャルル・タケラ                               | フランス         |        |
| セブン・ビューティーズ                   | リナ・ウェルトミューラー                               | イタリア         |        |
| 夜と昼                                   | イェルゼイ・アンツァック                               | ポーランド       |        |
| 1977年 （第50回）                        |                                                        |                  |        |
| これからの人生                           | モーシェ・ミズラヒ                                     | フランス         |        |
| イフゲニア                               | マイケル・カコヤニス                                   | ギリシャ         |        |
| サンダーボルト救出作戦                   | メナハム・ゴーラン                                     | イスラエル       |        |
| 特別な一日                               | エットレ・スコーラ                                     | イタリア         |        |
| 欲望のあいまいな対象                     | ルイス・ブニュエル                                     | スペイン         |        |
| 1978年 （第51回）                        |                                                        |                  |        |
| ハンカチのご用意を                       | ベルトラン・ブリエ                                     | フランス         |        |
| ガラスの独房                             | ハンス・W・ガイセンデルファー                          | 西ドイツ         |        |
| 黒い耳の白い犬                           | スタニスラフ・ロストツキー                             | ソビエト連邦     |        |
| 新怪物たち                               | マリオ・モニチェリ ディーノ・リージ エットーレ・スコラ | イタリア         |        |
| ハンガリアン                             | ゾルタン・ファーブリ                                   | ハンガリー       |        |
| 1979年 （第52回）                        |                                                        |                  |        |
| ブリキの太鼓                             | フォルカー・シュレンドルフ                             | 西ドイツ         |        |
| ありふれた愛のストーリー                 | クロード・ソーテ                                       | フランス         |        |
| ヴィルコの娘たち                         | アンジェイ・ワイダ                                     | ポーランド       |        |
| ベニスを忘れるため                       | フランコ・ブルザーティ                                 | イタリア         |        |
| ママは百歳                               | カルロス・サウラ                                       | スペイン         |        |

### 1980年代
| 年度                          | 作品名                       | 監督             | 選出国 |
| ----------------------------- | ---------------------------- | ---------------- | ------ |
| 1980年 （第53回）             |                              |                  |        |
| モスクワは涙を信じない        | ウラジミール・メニショフ     | ソビエト連邦     |        |
| エル・ニド                    | ハイメ・デ・アルミニャン     | スペイン         |        |
| 影武者                        | 黒澤明                       | 日本             |        |
| コンフィデンス/信頼           | イシュトヴァン・サボー       | ハンガリー       |        |
| 終電車                        | フランソワ・トリュフォー     | フランス         |        |
| 1981年 （第54回）             |                              |                  |        |
| メフィスト                    | イシュトヴァン・サボー       | ハンガリー       |        |
| 鉄の男                        | アンジェイ・ワイダ           | ポーランド       |        |
| 泥の河                        | 小栗康平                     | 日本             |        |
| Das Boot ist voll             | マークス・イムホーフ         | スイス           |        |
| Tre fratelli                  | フランチェスコ・ロージ       | イタリア         |        |
| 1982年 （第55回）             |                              |                  |        |
| Volver a empezar              | ホセ・ルイス・ガルシ         | スペイン         |        |
| アルシノとコンドル            | ミゲル・リッティン           | ニカラグア       |        |
| 解任                          | ユーリー・ライズマン         | ソビエト連邦     |        |
| Coup de torchon               | ベルトラン・タヴェルニエ     | フランス         |        |
| Ingenjör Andrées luftfärd     | ヤン・トロエル               | スウェーデン     |        |
| 1983年 （第56回）             |                              |                  |        |
| ファニーとアレクサンデル      | イングマール・ベルイマン     | スウェーデン     |        |
| 女ともだち                    | ディアーヌ・キュリス         | フランス         |        |
| カルメン                      | カルロス・サウラ             | スペイン         |        |
| ル・バル                      | エットレ・スコーラ           | アルジェリア     |        |
| Jób lázadása                  | Gyöngyössy Imre Kabay Barna  | ハンガリー       |        |
| 1984年 （第57回）             |                              |                  |        |
| La Diagonale du fou           | リシャール・デンボ           | スイス           |        |
| カミーラ                      | マリア・ルイサ・ベンベルグ   | アルゼンチン     |        |
| Me'Ahorei Hasoragim           | Uri Barbash                  | イスラエル       |        |
| Sesión continua               | ホセ・ルイス・ガルシ         | スペイン         |        |
| Voenno-polevoy roman          | ピョートル・トドロフスキー   | ソビエト連邦     |        |
| 1985年 （第58回）             |                              |                  |        |
| オフィシャル・ストーリー      | ルイス・プエンソ             | アルゼンチン     |        |
| 赤ちゃんに乾杯                | コリーヌ・セロー             | フランス         |        |
| パパは、出張中!               | エミール・クストリッツァ     | ユーゴスラビア   |        |
| 連隊長レドル                  | イシュトヴァン・サボー       | ハンガリー       |        |
| Bittere Ernte                 | アニエスカ・ホランド         | 西ドイツ         |        |
| 1986年 （第59回）             |                              |                  |        |
| 追想のかなた                  | フォンス・ラデメーカーズ     | オランダ         |        |
| アメリカ帝国の滅亡            | ドゥニ・アルカン             | カナダ           |        |
| スイート・スイート・ビレッジ  | イジー・メンツェル           | チェコスロバキア |        |
| ベティ・ブルー/愛と激情の日々 | ジャン＝ジャック・ベネックス | フランス         |        |
| 38 – Auch das war Wien        | ヴォルフガング・グリュック   | オーストリア     |        |
| 1987年 （第60回）             |                              |                  |        |
| バベットの晩餐会              | ガブリエル・アクセル         | デンマーク       |        |
| さよなら子供たち              | ルイ・マル                   | フランス         |        |
| ホワイトウイザード            | ニルス・ガウプ               | ノルウェー       |        |
| ラ・ファミリア                | エットレ・スコーラ           | イタリア         |        |
| Asignatura aprobada           | ホセ・ルイス・ガルシ         | スペイン         |        |
| 1988年 （第61回）             |                              |                  |        |
| ペレ                          | ビレ・アウグスト             | デンマーク       |        |
| 仮面の中のアリア              | ジェラール・コルビオ         | ベルギー         |        |
| サラーム・ボンベイ!           | ミーラー・ナーイル           | インド           |        |
| 神経衰弱ぎりぎりの女たち      | ペドロ・アルモドヴァル       | スペイン         |        |
| ハヌッセン                    | イシュトヴァン・サボー       | ハンガリー       |        |
| 1989年 （第62回）             |                              |                  |        |
| ニュー・シネマ・パラダイス    | ジュゼッペ・トルナトーレ     | イタリア         |        |
| いつでも夢を                  | ハコボ・モラレス             | プエルトリコ     |        |
| カミーユ・クローデル          | ブルーノ・ニュイッテン       | フランス         |        |
| 追想のワルツ                  | カスパル・ロストルップ       | デンマーク       |        |
| モントリオールのジーザス      | ドゥニ・アルカン             | カナダ           |        |

### 1990年代
| 年度                                | 作品名                                                | 監督             | 選出国 |
| ----------------------------------- | ----------------------------------------------------- | ---------------- | ------ |
| 1990年 （第63回）                   |                                                       |                  |        |
| ジャーニー・オブ・ホープ            | '''ザヴィアー・コラー'''                              | スイス           |        |
| シラノ・ド・ベルジュラック          | ジャン＝ポール・ラプノー                              | フランス         |        |
| 宣告                                | ジャンニ・アメリオ                                    | イタリア         |        |
| 菊豆                                | チャン・イーモウ                                      | 中国             |        |
| ナスティ・ガール                    | ミヒャエル・ファーフーフェン                          | ドイツ           |        |
| 1991年 （第64回）                   |                                                       |                  |        |
| エーゲ海の天使                      | ガブリエレ・サルヴァトレス                            | イタリア         |        |
| 紅夢                                | チャン・イーモウ                                      | イギリス領香港   |        |
| 春にして君を想う                    | フリドリック・トール・フリドリクソン                  | アイスランド     |        |
| Obecná škola                        | ヤン・スヴェラーク                                    | チェコスロバキア |        |
| Oxen                                | スヴェン・ニクヴィスト                                | スウェーデン     |        |
| 1992年 （第65回）                   |                                                       |                  |        |
| インドシナ                          | レジス・ヴァルニエ                                    | フランス         |        |
| ウルガ                              | ニキータ・ミハルコフ                                  | ロシア           |        |
| A Place in the World                | アドルフォ・アリスタライン                            | ウルグアイ       |        |
| Daens                               | ステイン・コーニンクス                                | ベルギー         |        |
| シュトンク - ヒットラーの贋作者たち | ヘルムート・ディートル                                | ドイツ           |        |
| 1993年 （第66回）                   |                                                       |                  |        |
| ベルエポック                        | フェルナンド・トルエバ                                | スペイン         |        |
| 青いパパイヤの香り                  | トラン・アン・ユン                                    | ベトナム         |        |
| ウェディング・バンケット            | アン・リー                                            | 台湾             |        |
| さらば、わが愛/覇王別姫             | チェン・カイコー                                      | イギリス領香港   |        |
| Hedd Wyn                            | ポール・ターナー                                      | イギリス         |        |
| 1994年 （第67回）                   |                                                       |                  |        |
| 太陽に灼かれて                      | ニキータ・ミハルコフ                                  | ロシア           |        |
| 苺とチョコレート                    | トマス・グティエレス・アレア フアン・カルロス・タビオ | キューバ         |        |
| カストラート                        | ジェラール・コルビオ                                  | ベルギー         |        |
| 恋人たちの食卓                      | アン・リー                                            | 台湾             |        |
| ビフォア・ザ・レイン                | ミルチョ・マンチェフスキー                            | 北マケドニア     |        |
| 1995年 （第68回）                   |                                                       |                  |        |
| アントニア                          | マルレーン・ゴリス                                    | オランダ         |        |
| 愛の四重奏                          | ファビオ・バレット                                    | ブラジル         |        |
| あこがれ美しく燃え                  | ボー・ヴィーデルベリ                                  | スウェーデン     |        |
| 明日を夢見て                        | ジュゼッペ・トルナトーレ                              | イタリア         |        |
| デイズ・オブ・グローリー            | ラシッド・ブシャール                                  | アルジェリア     |        |
| 1996年 （第69回）                   |                                                       |                  |        |
| コーリャ 愛のプラハ                 | ヤン・スヴェラーク                                    | チェコ           |        |
| コーカサスの虜                      | セルゲイ・ボドロフ                                    | ロシア           |        |
| シェフ イン ラブ                    | ナナ・ジョルジャーゼ                                  | ジョージア       |        |
| 聖なる日の裏側（淋しい日曜日）      | ベリット・ネスハイム                                  | ノルウェー       |        |
| リディキュール                      | パトリス・ルコント                                    | フランス         |        |
| 1997年 （第70回）                   |                                                       |                  |        |
| キャラクター/孤独な人の肖像         | マイク・ファン・ディム                                | オランダ         |        |
| パパってなに?                       | パーヴェル・チュフライ                                | ロシア           |        |
| ビヨンド・サイレンス                | カロリーヌ・リンク                                    | ドイツ           |        |
| クアトロ・ディアス                  | ブルーノ・バレット                                    | ブラジル         |        |
| 心の秘密                            | モンチョ・アルメンダリス                              | スペイン         |        |
| 1998年 （第71回）                   |                                                       |                  |        |
| ライフ・イズ・ビューティフル        | ロベルト・ベニーニ                                    | イタリア         |        |
| 運動靴と赤い金魚                    | マジッド・マジディ                                    | イラン           |        |
| セントラル・ステーション            | ウォルター・サレス                                    | ブラジル         |        |
| タンゴ                              | カルロス・サウラ                                      | アルゼンチン     |        |
| El abuelo                           | ホセ・ルイス・ガルシ                                  | スペイン         |        |
| 1999年 （第72回）                   |                                                       |                  |        |
| オール・アバウト・マイ・マザー      | ペドロ・アルモドヴァル                                | スペイン         |        |
| イースト/ウェスト 遥かなる祖国      | レジス・ヴァルニエ                                    | フランス         |        |
| キャラバン                          | エリック・ヴァリ                                      | ネパール         |        |
| 太陽の誘い                          | コリン・ナトリー                                      | スウェーデン     |        |
| Solomon a Gaenor                    | ポール・モリソン                                      | イギリス         |        |

### 2000年代
| 年度                                      | 作品名                                       | 監督                     | 選出国 |
| ----------------------------------------- | -------------------------------------------- | ------------------------ | ------ |
| 2000年 （第73回）                         |                                              |                          |        |
| グリーン・デスティニー                    | アン・リー                                   | 台湾                     |        |
| アモーレス・ペロス                        | アレハンドロ・ゴンサレス・イニャリトゥ       | メキシコ                 |        |
| エブリバディ・フェイマス!                 | ドミニク・デリュデレ                         | ベルギー                 |        |
| この素晴らしき世界                        | ヤン・フジェベイク                           | チェコ                   |        |
| ムッシュ・カステラの恋                    | アニエス・ジャウィ                           | フランス                 |        |
| 2001年 （第74回）                         |                                              |                          |        |
| ノー・マンズ・ランド                      | ダニス・タノヴィッチ                         | ボスニア・ヘルツェゴビナ |        |
| アメリ                                    | ジャン＝ピエール・ジュネ                     | フランス                 |        |
| ラガーン                                  | アシュトーシュ・ゴーワリケール               | インド                   |        |
| El Hijo de la novia                       | フアン・ホセ・カンパネラ                     | アルゼンチン             |        |
| Elling                                    | ペター・ネス                                 | ノルウェー               |        |
| 2002年 （第75回）                         |                                              |                          |        |
| 名もなきアフリカの地で                    | カロリーヌ・リンク                           | ドイツ                   |        |
| アマロ神父の罪                            | カルロス・カレラ                             | メキシコ                 |        |
| 過去のない男                              | アキ・カウリスマキ                           | フィンランド             |        |
| HERO                                      | チャン・イーモウ                             | 中国                     |        |
| Zus & Zo                                  | パウラ・ファン・デル・ウースト               | オランダ                 |        |
| 2003年 （第76回）                         |                                              |                          |        |
| みなさん、さようなら                      | ドゥニ・アルカン                             | カナダ                   |        |
| アンナとロッテ                            | ベン・ソムボハールト                         | オランダ                 |        |
| たそがれ清兵衛                            | 山田洋次                                     | 日本                     |        |
| Ondskan                                   | ミカエル・ハフストローム                     | スウェーデン             |        |
| Želary                                    | オンドジェイ・トロヤン                       | チェコ                   |        |
| 2004年 （第77回）                         |                                              |                          |        |
| 海を飛ぶ夢                                | アレハンドロ・アメナバル                     | スペイン                 |        |
| コーラス                                  | クリストフ・バラティエ                       | フランス                 |        |
| ヒトラー 〜最期の12日間〜                 | オリヴァー・ヒルシュビーゲル                 | ドイツ                   |        |
| 歓びを歌にのせて                          | ケイ・ポラック                               | スウェーデン             |        |
| Yesterday                                 | ダレル・ルート                               | 南アフリカ共和国         |        |
| 2005年 （第78回）                         |                                              |                          |        |
| ツォツィ                                  | ギャヴィン・フッド                           | 南アフリカ共和国         |        |
| 心の中の獣                                | クリスティナ・コメンチーニ                   | イタリア                 |        |
| 白バラの祈り ゾフィー・ショル、最期の日々 | マルク・ローテムント                         | ドイツ                   |        |
| 戦場のアリア                              | クリスチャン・カリオン                       | フランス                 |        |
| パラダイス・ナウ                          | ハニ・アブ・アサド                           | パレスチナ               |        |
| 2006年 （第79回）                         |                                              |                          |        |
| 善き人のためのソナタ                      | フロリアン・ヘンケル・フォン・ドナースマルク | ドイツ                   |        |
| アフター・ウェディング                    | スサンネ・ビア                               | デンマーク               |        |
| とらわれの水                              | ディーパ・メータ                             | カナダ                   |        |
| デイズ・オブ・グローリー                  | ラシッド・ブシャール                         | アルジェリア             |        |
| パンズ・ラビリンス                        | ギレルモ・デル・トロ                         | メキシコ                 |        |
| 2007年 （第80回）                         |                                              |                          |        |
| ヒトラーの贋札                            | シュテファン・ルツォヴィツキー               | オーストリア             |        |
| カティンの森                              | アンジェイ・ワイダ                           | ポーランド               |        |
| 12人の怒れる男                            | ニキータ・ミハルコフ                         | ロシア                   |        |
| ボーフォート レバノンからの撤退           | ヨセフ・シダー                               | イスラエル               |        |
| モンゴル                                  | セルゲイ・ボドロフ                           | カザフスタン             |        |
| 2008年 （第81回）                         |                                              |                          |        |
| おくりびと                                | 滝田洋二郎                                   | 日本                     |        |
| 戦場でワルツを                            | アリ・フォルマン                             | イスラエル               |        |
| バーダー・マインホフ 理想の果てに         | ウーリ・エーデル                             | ドイツ                   |        |
| パリ20区、僕たちのクラス                  | ローラン・カンテ                             | フランス                 |        |
| Revanche                                  | ゲッツ・シュピールマン                       | オーストリア             |        |
| 2009年 （第82回）                         |                                              |                          |        |
| 瞳の奥の秘密                              | フアン・ホセ・カンパネラ                     | アルゼンチン             |        |
| 悲しみのミルク                            | クラウディア・リョサ                         | ペルー                   |        |
| 白いリボン                                | ミヒャエル・ハネケ                           | ドイツ                   |        |
| 預言者                                    | ジャック・オーディアール                     | フランス                 |        |
| Ajami                                     | スカンドラ・コプティ Yaron Shani             | イスラエル               |        |

### 2010年代
| 年度                                | 作品名                                        | 監督           | 選出国 |
| ----------------------------------- | --------------------------------------------- | -------------- | ------ |
| 2010年 （第83回）                   |                                               |                |        |
| 未来を生きる君たちへ                | スサンネ・ビア                                | デンマーク     |        |
| 籠の中の乙女                        | ヨルゴス・ランティモス                        | ギリシャ       |        |
| 灼熱の魂                            | ドゥニ・ヴィルヌーヴ                          | カナダ         |        |
| BIUTIFUL ビューティフル             | アレハンドロ・ゴンサレス・イニャリトゥ        | メキシコ       |        |
| Hors-la-loi                         | ラシッド・ブシャール                          | アルジェリア   |        |
| 2011年 （第84回）                   |                                               |                |        |
| 別離                                | アスガル・ファルハーディー                    | イラン         |        |
| ソハの地下水道                      | アニエスカ・ホランド                          | ポーランド     |        |
| ぼくたちのムッシュ・ラザール        | フィリップ・ファラルドー                      | カナダ         |        |
| 闇を生きる男                        | ミヒャエル・ロスカム                          | ベルギー       |        |
| フットノート                        | ヨセフ・シダー                                | イスラエル     |        |
| 2012年 （第85回）                   |                                               |                |        |
| 愛、アムール                        | ミヒャエル・ハネケ                            | オーストリア   |        |
| NO                                  | パブロ・ラライン                              | チリ           |        |
| 魔女と呼ばれた少女                  | キム・グエン                                  | カナダ         |        |
| ロイヤル・アフェア 愛と欲望の王宮   | ニコライ・アーセル                            | デンマーク     |        |
| コン・ティキ                        | ヨアヒム・ローニング エスペン・サンドベリ     | ノルウェー     |        |
| 2013年 （第86回）                   |                                               |                |        |
| グレート・ビューティー/追憶のローマ | パオロ・ソレンティーノ                        | イタリア       |        |
| オーバー・ザ・ブルースカイ          | フェリックス・ヴァン・フルーニンゲン          | ベルギー       |        |
| 消えた画 クメール・ルージュの真実   | リティー・パニュ                              | カンボジア     |        |
| 偽りなき者                          | トマス・ヴィンターベア                        | デンマーク     |        |
| オマールの壁                        | ハニ・アブ・アサド                            | パレスチナ     |        |
| 2014年 （第87回）                   |                                               |                |        |
| イーダ                              | パヴェウ・パヴリコフスキ                      | ポーランド     |        |
| 裁かれるは善人のみ                  | アンドレイ・ズビャギンツェフ                  | ロシア         |        |
| みかんの丘                          | ザザ・ウルシャゼ                              | エストニア     |        |
| 禁じられた歌声                      | アブデラマン・シサコ                          | モーリタニア   |        |
| 人生スイッチ                        | ダミアン・ジフロン                            | アルゼンチン   |        |
| 2015年 （第88回）                   |                                               |                |        |
| サウルの息子                        | ネメシュ・ラースロー                          | ハンガリー     |        |
| 彷徨える河                          | チロ・ゲーラ                                  | コロンビア     |        |
| 裸足の季節                          | デニズ・ガムゼ・エルギュヴェン                | フランス       |        |
| ディーブ                            | ナジ・アブヌワール                            | ヨルダン       |        |
| ある戦争                            | トビアス・リンホルム                          | デンマーク     |        |
| 2016年 （第89回）                   |                                               |                |        |
| セールスマン                        | アスガル・ファルハーディー                    | イラン         |        |
| ヒトラーの忘れもの                  | マーチン・サントフリート                      | デンマーク     |        |
| 幸せなひとりぼっち                  | ハンネス・ホルム                              | スウェーデン   |        |
| タンナ                              | マーティン・バトラー、 ベントレー・ディーン   | オーストラリア |        |
| ありがとう、トニ・エルドマン        | マーレン・アデ                                | ドイツ         |        |
| 2017年 （第90回）                   |                                               |                |        |
| ナチュラルウーマン                  | セバスティアン・レリオ                        | チリ           |        |
| 判決、ふたつの希望                  | ジアド・ドゥエイリ                            | レバノン       |        |
| ラブレス                            | アンドレイ・ズビャギンツェフ                  | ロシア         |        |
| 心と体と                            | エニェディ・イルディコー                      | ハンガリー     |        |
| ザ・スクエア 思いやりの聖域         | リューベン・オストルンド                      | スウェーデン   |        |
| 2018年 （第91回）                   |                                               |                |        |
| ROMA/ローマ                         | アルフォンソ・キュアロン                      | メキシコ       |        |
| 存在のない子供たち                  | ナディーン・ラバキー                          | レバノン       |        |
| COLD WAR あの歌、2つの心            | パヴェウ・パヴリコフスキ                      | ポーランド     |        |
| ある画家の数奇な運命                | フロリアン・ヘンケル・フォン・ドナースマルク  | ドイツ         |        |
| 万引き家族                          | 是枝裕和                                      | 日本           |        |
| 2019年 （第92回）                   |                                               |                |        |
| パラサイト 半地下の家族             | ポン・ジュノ                                  | 韓国           |        |
| 聖なる犯罪者                        | ヤン・コマサ                                  | ポーランド     |        |
| ハニーランド 永遠の谷               | タマラ・コテフスカ リュボミィル・ステファノフ | 北マケドニア   |        |
| レ・ミゼラブル                      | ラジ・リ                                      | フランス       |        |
| ペイン・アンド・グローリー          | ペドロ・アルモドバル                          | スペイン       |        |

### 2020年代
| 年度                                  | 作品名                       | 監督                     | 選出国 |
| ------------------------------------- | ---------------------------- | ------------------------ | ------ |
| 2020/21年 （第93回）                  |                              |                          |        |
| アナザーラウンド                      | トマス・ヴィンターベア       | デンマーク               |        |
| 少年の君                              | デレク・ツァン               | 香港                     |        |
| コレクティブ 国家の嘘                 | アレクサンダー・ナナウ       | ルーマニア               |        |
| 皮膚を売った男                        | カウテール・ベン・ハニア     | チュニジア               |        |
| アイダよ、何処へ?                     | ヤスミラ・ジュバニッチ       | ボスニア・ヘルツェゴビナ |        |
| 2021年 （第94回）                     |                              |                          |        |
| ドライブ・マイ・カー                  | 濱口竜介                     | 日本                     |        |
| FLEE フリー                           | ヨナス・ポヘール・ラスムセン | デンマーク               |        |
| Hand of God -神の手が触れた日-        | パオロ・ソレンティーノ       | イタリア                 |        |
| ブータン 山の教室                     | パオ・チョニン・ドルジ       | ブータン                 |        |
| わたしは最悪。                        | ヨアキム・トリアー           | ノルウェー               |        |
| 2022年 （第95回）                     |                              |                          |        |
| 西部戦線異状なし                      | エドワード・ベルガー         | ドイツ                   |        |
| アルゼンチン1985 〜歴史を変えた裁判〜 | サンティアゴ・ミトレ         | アルゼンチン             |        |
| CLOSE/クロース                        | ルーカス・ドン               | ベルギー                 |        |
| EO イーオー                           | イエジー・スコリモフスキ     | ポーランド               |        |
| コット、はじまりの夏                  | コルム・バレード             | アイルランド             |        |
| 2023年 （第96回）                     |                              |                          |        |
| 関心領域                              | ジョナサン・グレイザー       | イギリス                 |        |
| Io capitano                           | マッテオ・ガローネ           | イタリア                 |        |
| PERFECT DAYS                          | ヴィム・ヴェンダース         | 日本                     |        |
| 雪山の絆                              | フアン・アントニオ・バヨナ   | スペイン                 |        |
| ありふれた教室                        | イルケル・チャタク           | ドイツ                   |        |
| 2024年 （第97回）                     |                              |                          |        |
| アイム・スティル・ヒア                | ウォルター・サレス           | ブラジル                 |        |
| エミリア・ペレス                      | ジャック・オーディアール     | フランス                 |        |
| Flow                                  | ギンツ・ジルバロディス       | ラトビア                 |        |
| ガール・ウィズ・ニードル              | マグヌス・フォン・ホーン     | デンマーク               |        |
| 聖なるイチジクの種                    | モハマド・ラスロフ           | ドイツ                   |        |

## 英語圏からの出品
アメリカ以外の英語圏の国からも、英語以外の言語の作品が出品されている。以下は主なもの。
- イギリス選出
  - ウェールズ語 - 第72回ノミネート Solomon and Gaenor （1999年） - ウェールズの炭鉱町が舞台
  - ロシア語 - 第64回出品 Zateryannyy v Sibiri （1991年）
  - ベンバ語・スワヒリ語・アフリカーンス語・ウェールズ語 - 第81回出品 Hope Eternal （2008年）
  - パシュトー語・ダリー語 - 第82回出品 Afghan Star （2009年）
  - ドイツ語・ポーランド語・イディッシュ語 - 第96回受賞 『関心領域』（2023年） - アウシュヴィッツ強制収容所が舞台
- オーストラリア選出
  - アボリジニの言語 - 第79回出品『十艘のカヌー』（2006年） - オーストラリア初の全編アボリジニ語作品
  - ドイツ語・広東語 - 第69回出品 Floating Life （1996年）
  - スペイン語・イタリア語 - 第74回出品 La Spagnola （2001年）
- ニュージーランド選出
  - サモア語 - 第84回出品 The Orator （2011年）
- カナダ選出
  - フランス語 - 第76回受賞『みなさん、さようなら』（2003年） - フランス語を公用語としているケベック州が舞台
  - ヒンディー語 - 第79回ノミネート『ウォーター』（2005年） - インド出身でカナダ在住の監督による
  - フランス語・イヌクティトゥット語 - 第81回出品『生きるために必要なこと』（2008年）
  - フランス語・アラビア語 - 第83回ノミネート『灼熱の魂』（2010年） - レバノン出身カナダ在住のワジディ・ムアワッド作の舞台の映画化

## 他の賞にもノミネートされた作品
外国語映画賞以外のアカデミー賞の部門には「ロサンゼルス郡で1週間連続ロードショーされた作品が対象」というノミネート条件がある。したがって、外国語映画賞へ出品された作品も、上記の条件を満たしていれば他の賞へエントリーされることができる。そのため、外国語映画賞本選ノミネート作品の中には、他の賞にもノミネートされた作品がある。以下、その主な作品例を挙げる。
- 道 （1954年、イタリア選出）
第29回 外国語映画賞 受賞
第29回 脚本賞 ノミネート
- 処女の泉 （1960年、スウェーデン選出）
第33回 外国語映画賞 受賞
第33回 衣装デザイン賞（白黒） ノミネート
- 8 1/2 （1963年、イタリア選出）
第36回 外国語映画賞 受賞
第36回 衣装デザイン賞（白黒） 受賞 / 監督賞・脚本賞・美術賞 ノミネート
- 男と女 （1966年、フランス選出）
第39回 外国語映画賞 受賞
第39回 脚本賞 受賞 / 主演女優賞（アヌーク・エーメ）・監督賞 ノミネート
- 戦争と平和 （1968年、ソ連選出）
第41回 外国語映画賞 受賞
第41回 美術賞 ノミネート
- Z （1969年、アルジェリア選出）
第42回 外国語映画賞 受賞
第42回 編集賞 受賞 / 作品賞・監督賞・脚色賞 ノミネート
- チャイコフスキー （1970年、ソ連選出）
第44回 外国語映画賞 ノミネート
第44回 音楽（編曲・歌曲）賞 ノミネート
- 悲しみの青春 （1971年、イタリア選出）
第44回 外国語映画賞 受賞
第44回 脚色賞 ノミネート
- ブルジョワジーの秘かな愉しみ （1972年、フランス選出）
第45回 外国語映画賞 受賞
第45回 脚本賞 ノミネート
- セブン・ビューティーズ （1976年、イタリア選出）
第49回 外国語映画賞 ノミネート
第49回 主演男優賞（ジャンカルロ・ジャンニーニ）・監督賞・脚本賞 ノミネート
- さよならの微笑 （1976年、フランス選出）
第49回 外国語映画賞 ノミネート
第49回 主演女優賞（マリー＝クリスティーヌ・バロー）・脚本賞 ノミネート
- 特別な一日 （1977年、イタリア選出）
第50回 外国語映画賞 ノミネート
第50回 主演男優賞（マルチェロ・マストロヤンニ） ノミネート
- 欲望のあいまいな対象 （1977年、スペイン選出）
第50回 外国語映画賞 ノミネート
第50回 脚色賞 ノミネート
- 影武者 （1980年、日本選出）
第50回 外国語映画賞 ノミネート
第50回 美術賞 ノミネート
- ファニーとアレクサンデル （1982年、スウェーデン選出）
第56回 外国語映画賞 受賞
第56回 撮影賞・美術賞・衣装デザイン賞 受賞 / 監督賞・脚本賞 ノミネート
- オフィシャル・ストーリー （1987年、アルゼンチン選出）
第58回 外国語映画賞 受賞
第58回 脚本賞 ノミネート
- さよなら子供たち （1987年、フランス選出）
第60回 外国語映画賞 ノミネート
第60回 脚本賞 ノミネート
- カミーユ・クローデル （1988年、フランス選出）
第62回 外国語映画賞 ノミネート
第62回 主演女優賞（イザベル・アジャーニ） ノミネート
- シラノ・ド・ベルジュラック （1990年、フランス選出）
第63回 外国語映画賞 ノミネート
第63回 衣装デザイン賞 受賞 / 主演男優賞（ジェラール・ドパルデュー）・美術賞・メイクアップ賞 ノミネート
- インドシナ （1992年、フランス選出）
第65回 外国語映画賞 受賞
第65回 主演女優賞（カトリーヌ・ドヌーヴ） ノミネート
- さらば、わが愛/覇王別姫 （1993年、香港選出）
第66回 外国語映画賞 ノミネート
第66回 撮影賞 ノミネート
- ライフ・イズ・ビューティフル （1998年、イタリア選出）
第71回 外国語映画賞 受賞
第71回 主演男優賞（ロベルト・ベニーニ）・作曲賞（ドラマ） 受賞 / 作品賞・監督賞・脚本賞・編集賞 ノミネート
- セントラル・ステーション （1998年、ブラジル選出）
第71回 外国語映画賞 ノミネート
第71回 主演女優賞（フェルナンダ・モンテネグロ） ノミネート
- グリーン・デスティニー （2000年、台湾選出）
第73回 外国語映画賞 受賞
第73回 撮影賞・作曲賞・美術賞 受賞 / 作品賞・監督賞・脚色賞・歌曲賞・衣装デザイン賞・編集賞 ノミネート
- アメリ （2001年、フランス選出）
第74回 外国語映画賞 ノミネート
第74回 脚本賞・撮影賞・美術賞・録音賞 ノミネート
- みなさん、さようなら （2003年、カナダ選出）
第76回 外国語映画賞 受賞
第76回 脚本賞 ノミネート
- 海を飛ぶ夢 （2004年、スペイン選出）
第77回 外国語映画賞 受賞
第77回 メイクアップ賞 ノミネート
- パンズ・ラビリンス （2006年、メキシコ選出）
第79回 外国語映画賞 ノミネート
第79回 撮影賞・美術賞・メイクアップ賞 受賞 / 脚本賞・作曲賞 ノミネート
- 白いリボン （2009年、ドイツ選出）
第82回 外国語映画賞 ノミネート
第82回 撮影賞 ノミネート
- BIUTIFUL ビューティフル （2010年、メキシコ選出）
第83回 外国語映画賞 ノミネート
第83回 主演男優賞（ハビエル・バルデム） ノミネート
- 別離 （2011年、イラン選出）
第84回 外国語映画賞 受賞
第84回 脚本賞 ノミネート
- 愛、アムール （2012年、オーストリア選出）
第84回 外国語映画賞 受賞
第84回 作品賞・監督賞・主演女優賞（エマニュエル・リヴァ）・脚本賞 ノミネート
- イーダ （2014年、ポーランド選出）
第87回 外国語映画賞 受賞
第87回 撮影賞 ノミネート
- 幸せなひとりぼっち （2016年、スウェーデン選出）
第89回 外国語映画賞 受賞
第89回 メイクアップ&ヘアスタイリング賞 ノミネート
- ROMA/ローマ （2018年、メキシコ選出）
第91回 外国語映画賞 受賞
第91回 監督賞・撮影賞 受賞 / 作品賞・主演女優賞（ヤリッツァ・アパリシオ）・助演女優賞（マリーナ・デ・タビラ）・脚本賞・音響編集賞・録音賞・美術賞 ノミネート
- COLD WAR あの歌、2つの心 （2018年、ポーランド選出）
第91回 外国語映画賞 ノミネート
第91回 監督賞・撮影賞 ノミネート
- ある画家の数奇な運命 （2018年、ドイツ選出）
第91回 外国語映画賞 ノミネート
第91回 撮影賞 ノミネート
- パラサイト 半地下の家族 （2019年、韓国選出）
第92回 国際長編映画賞 受賞
第92回 作品賞・監督賞・脚本賞 受賞 / 編集賞・美術賞 ノミネート
- ペイン・アンド・グローリー （2019年、スペイン選出）
第92回 国際長編映画賞 ノミネート
第92回 主演男優賞（アントニオ・バンデラス） ノミネート
- ハニーランド 永遠の谷 （2019年、北マケドニア選出）
第92回 国際長編映画賞 ノミネート
第92回 長編ドキュメンタリー映画賞 ノミネート
- アナザーラウンド （2020年、デンマーク選出）
第93回 国際長編映画賞 受賞
第93回 監督賞 ノミネート
- コレクティブ 国家の嘘 （2020年、ルーマニア選出）
第93回 国際長編映画賞 ノミネート
第93回 長編ドキュメンタリー映画賞 ノミネート
- ドライブ・マイ・カー （2021年、日本選出）
第94回 国際長編映画賞 受賞
第94回 作品賞・監督賞・脚色賞 ノミネート
- FLEE フリー （2021年、デンマーク選出）
第94回 国際長編映画賞 ノミネート
第94回 長編アニメ映画賞・長編ドキュメンタリー映画賞 ノミネート
- わたしは最悪。 （2021年、ノルウェー選出）
第94回 国際長編映画賞 ノミネート
第94回 脚本賞 ノミネート
- 西部戦線異状なし （2022年、ドイツ選出）
第95回 国際長編映画賞 受賞
第95回 撮影賞・作曲賞・美術賞 受賞 / 作品賞・脚色賞 音響賞・視覚効果賞・メイクアップ&ヘアスタイリング賞 ノミネート
- 関心領域 （2023年、イギリス選出）
第96回 国際長編映画賞 受賞
第96回 音響賞 受賞 / 作品賞・監督賞・脚色賞 ノミネート
- 雪山の絆（2023年、スペイン選出）
第96回 国際長編映画賞 ノミネート
第96回 メイクアップ&ヘアスタイリング賞 ノミネート

### 外国語映画賞とは違う年に他の賞にノミネートされた作品
上記の例は同年に外国語映画賞と他部門にノミネート・受賞した作品のみである。しかし、外国語映画賞にノミネートされた後の別の年に「ロサンゼルス郡〜ロードショーされた作品が対象」のノミネート条件を満たせば、（外国語映画賞とは違う年の）他部門にノミネートされることも可能であった。以下はその主なもの。なお、ルール変更により現在は国際長編映画部門への出品と他の部門への出品を別の年のアカデミー賞に対してすることは不可となっている。
- 鏡の中にある如く （1961年、スウェーデン選出）
第34回 外国語映画賞 受賞
第35回 脚本賞 ノミネート
- シベールの日曜日 （1962年、フランス選出）
第35回 外国語映画賞 受賞
第36回 脚色賞・音楽（編曲賞） ノミネート
- シェルブールの雨傘 （1964年、フランス選出）
第37回 外国語映画賞 ノミネート
第38回 脚本賞 ノミネート
- 砂の女 （1964年、日本選出）
第37回 外国語映画賞 ノミネート
第38回 監督賞 ノミネート
- ああ結婚 （1965年、イタリア選出）
第38回 外国語映画賞 ノミネート
第37回 主演女優賞（ソフィア・ローレン） ノミネート
- アルジェの戦い （1967年、イタリア選出）
第39回 外国語映画賞 ノミネート
第41回 監督賞・脚本賞 ノミネート
- モード家の一夜（1969年、フランス選出）
第42回 外国語映画賞 ノミネート
第43回 脚本賞 ノミネート
- 殺人捜査 （1970年、イタリア選出）
第43回 外国語映画賞 受賞
第44回 脚本賞 ノミネート
- 移民者たち （1971年、スウェーデン選出）
第44回 外国語映画賞 ノミネート
第45回 作品賞・監督賞・主演女優（リヴ・ウルマン）・脚色賞 ノミネート
- 映画に愛をこめて アメリカの夜 （1973年、フランス選出）
第46回 外国語映画賞 受賞
第47回 監督賞・助演女優賞（ヴァレンティナ・コルテーゼ）・脚本賞 ノミネート
- フェリーニのアマルコルド （1974年、イタリア選出）
第47回 外国語映画賞 受賞
第48回 監督賞・脚本賞 ノミネート